# 孙士彬
孙士彬（1951年10月—），河北滦平人。1969年12月加入中国共产党，河北新医大学（今河北医科大学）中医系中医专业毕业，中共中央党校在职研究生班中共党史专业在职研究生学历。历任河北中医学院副院长、河北医科大学副校长，衡水地区行政公署副专员、衡水市副市长，中共邯郸市委副书记，河北省卫生厅厅长等职。2003年1月当选河北省人民政府副省长，2012年3月辞职，改受聘为河北省人民政府特邀咨询。